# Le Vilhain
Le Vilhain est une commune française, située dans le département de l'Allier en région Auvergne-Rhône-Alpes.

## Géographie

### Localisation
Le territoire de la commune est limitrophe de ceux de 5 communes :
| Le Brethon    | Cérilly | Theneuille          |
|               | Vilhain |                     |
| Saint-Caprais |         | Louroux-Bourbonnais |

### Climat
Pour des articles plus généraux, voir Climat d'Auvergne-Rhône-Alpes et Climat de l'Allier.
En 2010, le climat de la commune est de type climat océanique dégradé des plaines du Centre et du Nord, selon une étude du CNRS s'appuyant sur une série de données couvrant la période 1971-2000. En 2020, Météo-France publie une typologie des climats de la France métropolitaine dans laquelle la commune est exposée à un climat océanique altéré et est dans la région climatique Ouest et nord-ouest du Massif Central, caractérisée par une pluviométrie annuelle de 900 à 1 500 mm, maximale en automne et en hiver.
Pour la période 1971-2000, la température annuelle moyenne est de 10,8 °C, avec une amplitude thermique annuelle de 15,8 °C. Le cumul annuel moyen de précipitations est de 825 mm, avec 11,1 jours de précipitations en janvier et 7,2 jours en juillet. Pour la période 1991-2020, la température moyenne annuelle observée sur la station météorologique de Météo-France la plus proche, « Tortezais_sapc », sur la commune de Tortezais à 13 km à vol d'oiseau, est de 11,6 °C et le cumul annuel moyen de précipitations est de 757,2 mm,. Pour l'avenir, les paramètres climatiques de la commune estimés pour 2050 selon différents scénarios d'émission de gaz à effet de serre sont consultables sur un site dédié publié par Météo-France en novembre 2022.

## Urbanisme

### Typologie
Au 1er janvier 2024, Le Vilhain est catégorisée commune rurale à habitat très dispersé, selon la nouvelle grille communale de densité à 7 niveaux définie par l'Insee en 2022.
Elle est située hors unité urbaine et hors attraction des villes,.

### Occupation des sols

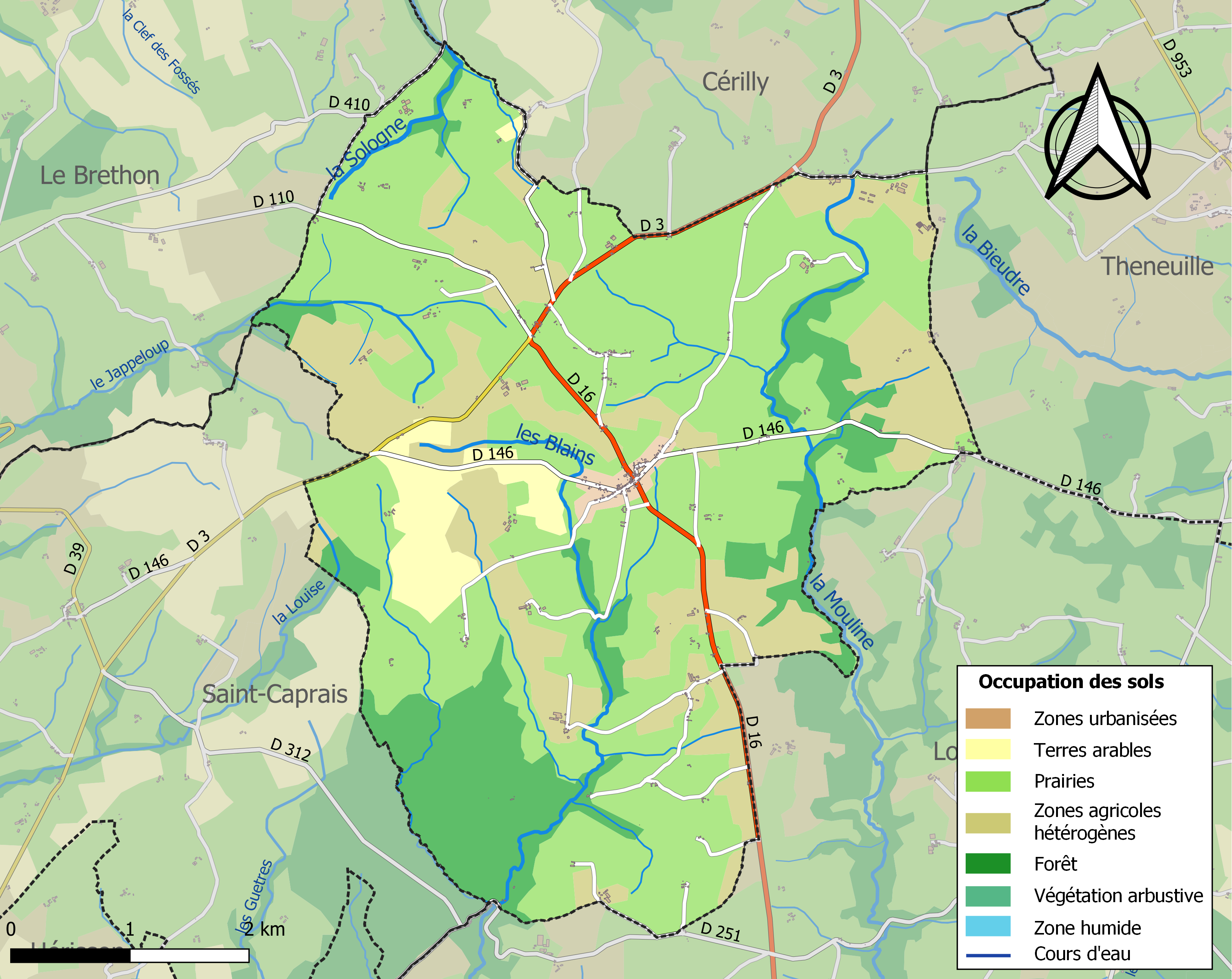
Carte des infrastructures et de l'occupation des sols de la commune en 2018 (CLC).

L'occupation des sols de la commune, telle qu'elle ressort de la base de données européenne d’occupation biophysique des sols Corine Land Cover (CLC), est marquée par l'importance des territoires agricoles (84 % en 2018), une proportion sensiblement équivalente à celle de 1990 (84,1 %). La répartition détaillée en 2018 est la suivante : 
prairies (57,6 %), zones agricoles hétérogènes (22,3 %), forêts (15 %), terres arables (4,1 %), zones urbanisées (0,9 %).
L'IGN met par ailleurs à disposition un outil en ligne permettant de comparer l’évolution dans le temps de l’occupation des sols de la commune (ou de territoires à des échelles différentes). Plusieurs époques sont accessibles sous forme de cartes ou photos aériennes : la carte de Cassini (XVIIIe siècle), la carte d'état-major (1820-1866) et la période actuelle (1950 à aujourd'hui).

## Toponymie
Le nom de la commune doit se prononcer Le Villain (comme s'il y avait deux fois la lettre L) et non Le Vilain comme on peut souvent l'entendre. La prononciation du digramme lh dans Le Vilhain est exactement la même que dans le mot gentilhomme. Elle provient de l'origine médiévale du nom, où le digramme lh existait en ancien français mais également en berrichon, le dialecte parlé localement.

## Politique et administration
| Période                                  | Période                      | Identité                | Étiquette | Qualité            |
| ---------------------------------------- | ---------------------------- | ----------------------- | --------- | ------------------ |
| Les données manquantes sont à compléter. |                              |                         |           |                    |
| 1792                                     | 1796                         | Gilbert Avenier         |           | Officier Municipal |
| 1796                                     | 1797                         | Muret                   |           |                    |
| 1797                                     | 1798                         | Petitjean               |           |                    |
| 1798                                     | 1816                         | André Bonnichon         |           |                    |
| 1816                                     | 1846                         | Pierre Avenier          |           |                    |
| 1846                                     | 1848                         | Gilbert Jarry           |           |                    |
| 1848                                     | 1850                         | André Gilbert           |           |                    |
| 1850                                     | 1852                         | Antoine Duceau          |           |                    |
| 1852                                     | 1855                         | Gilbert Jarry           |           |                    |
| 1855                                     | 1865                         | André Pernier           |           |                    |
| 1865                                     | 1870                         | Antoine-Joseph Lachaume |           |                    |
| 9 octobre 1870                           | 19 juin 1871                 | Hippollyte Muret        |           |                    |
| 1871                                     | 1907                         | Antoine-Joseph Lachaume |           |                    |
| 1907                                     | 1929                         | Ludovic Pernier         |           |                    |
| 1929                                     | 1945                         | Louis Simonet           |           |                    |
| 1945                                     | 1983                         | Louis Muret             |           |                    |
| 1983                                     | 1995                         | Maurice Gozard          |           |                    |
| 1995                                     | 2014                         | Jacques Deschaume       |           |                    |
| mars 2014                                | juillet 2020                 | Bernard Soulier         | DVD       | Agriculteur        |
| juillet 2020                             | En cours (au 8 juillet 2020) | Kamel Amara             |           |                    |

## Population et société

### Démographie
L'évolution du nombre d'habitants est connue à travers les recensements de la population effectués dans la commune depuis 1793. Pour les communes de moins de 10 000 habitants, une enquête de recensement portant sur toute la population est réalisée tous les cinq ans, les populations de référence des années intermédiaires étant quant à elles estimées par interpolation ou extrapolation. Pour la commune, le premier recensement exhaustif entrant dans le cadre du nouveau dispositif a été réalisé en 2007.

En 2022, la commune comptait 269 habitants, en évolution de +0,37 % par rapport à 2016 (Allier : −1,38 %, France hors Mayotte : +2,11 %).
| 1793 | 1800 | 1806 | 1821 | 1831 | 1836 | 1841 | 1846 | 1851 |
| ---- | ---- | ---- | ---- | ---- | ---- | ---- | ---- | ---- |
| 700  | 586  | 608  | 648  | 645  | 702  | 721  | 732  | 615  |

| 1856 | 1861 | 1866 | 1872 | 1876 | 1881 | 1886 | 1891 | 1896 |
| ---- | ---- | ---- | ---- | ---- | ---- | ---- | ---- | ---- |
| 614  | 649  | 663  | 702  | 728  | 752  | 777  | 794  | 780  |

| 1901 | 1906 | 1911 | 1921 | 1926 | 1931 | 1936 | 1946 | 1954 |
| ---- | ---- | ---- | ---- | ---- | ---- | ---- | ---- | ---- |
| 791  | 798  | 780  | 686  | 671  | 660  | 650  | 638  | 604  |

| 1962 | 1968 | 1975 | 1982 | 1990 | 1999 | 2006 | 2007 | 2012 |
| ---- | ---- | ---- | ---- | ---- | ---- | ---- | ---- | ---- |
| 594  | 501  | 361  | 321  | 289  | 267  | 267  | 267  | 258  |

| 2017 | 2022 | - | - | - | - | - | - | - |
| ---- | ---- | - | - | - | - | - | - | - |
| 275  | 269  | - | - | - | - | - | - | - |

## Culture locale et patrimoine

### Lieux et monuments
- Église Saint-Martin du Vilhain (XIIIe siècle) inscrite monument historique depuis 1933 ;
- Menhir (Pierre Chevriau) sur la place de l'église ;
- Pierre aux armes des Bourbons encastrée dans le mur du presbytère ;
- Point de vue route de Saint-Caprais ;
- Forêt de Soulongis.

### Personnalités liées à la commune
- Louis Muret, docteur-vétérinaire, fut maire du Vilhain de 1945 à 1983. Il écrivit notamment Le Vilhain en Bourbonnais, histoire locale, une véritable bible sur l'histoire de la commune et ses alentours.

### Héraldique
| Blason de Le Vilhain | Blason  | Parti : au 1er d'azur semé de fleurs de lys d'or, à la bande de gueules, au 2e coupé au I de sinople à un bœuf arrêté d'argent, au II d'or à un menhir au naturel.                          |
| Blason de Le Vilhain | Détails | Le premier est aux armes du Bourbonnais. Le vert et le bœuf évoquent l'agriculture et l'élevage bovin. Enfin, le menhir est celui du lieu : la pierre Chevriau. Adopté le 28 novembre 2022. |